# 索特维尔
索特维尔（法語：Sotteville，法語發音：[sɔtvil]）是法国芒什省的一个市镇，属于瑟堡区。

## 地理
索特维尔（49°32'19"N, 1°45'13"W）面积6.13 平方千米，位于法国诺曼底大区芒什省，该省份为法国西北部沿海省份，西、北、东北三面环大西洋，东起顺时针与卡爾瓦多斯省、奧恩省、马耶讷省和伊勒-维莱讷省接壤。
与索特维尔接壤的市镇（或旧市镇、城区）包括：圣克里斯托夫-迪福克、伯努瓦维尔、布里克博、格罗斯维尔、埃勒维尔、特尔泰维尔阿格。

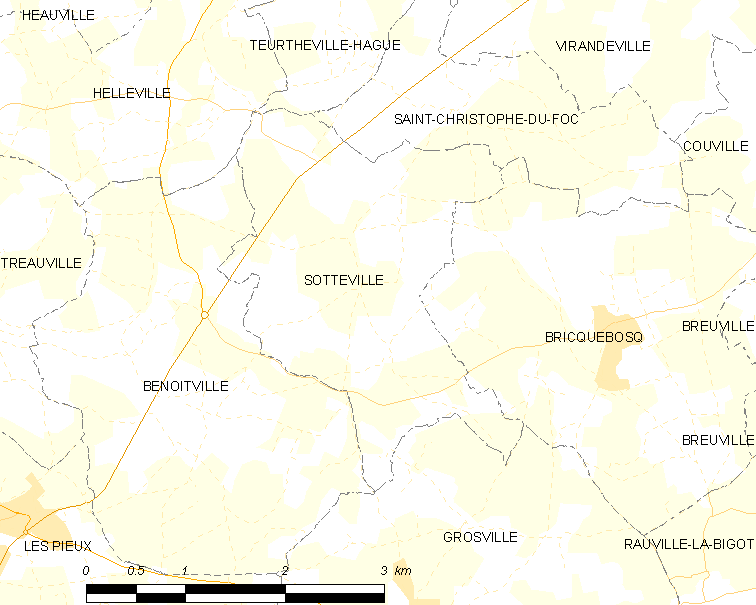
索特维尔的OSM定位图

索特维尔的时区为UTC+01:00、UTC+02:00（夏令时）。

## 行政
索特维尔的邮政编码为50340，INSEE市镇编码为50580。

## 政治
索特维尔所属的省级选区为莱皮约县。

## 人口

1962-2008年间索特维尔人口变化图示

索特维尔于2022年1月1日时的人口数量为483人。